# Rimski magistrati
Magistrati je izraz koji se rabi za sve izabrane dužnosnike starorimske države. U doba Kraljevstva najviši magistrat s izvršnim ovlastima je bio rimski kralj. Njegova vlast je, s druge strane, bila apsolutna. Bio je na čelu izvršne vlasti, bio jedini zakodonavac, glavni sudac, svećenik i vrhovni zapovjednik vojske. Nakon kraljeve smrti vlast je privremeno prelazila na Rimski Senat, koji bi izabrao Interrexa da provede izbor novog kralja.
Kada je monarhiju zamijenila republika, ustavna ravnoteža vlasti se promijenila tako da je većinu ovlasti preuzeo Senat. Godine 509. pr. Kr. na čelo izvršne vlasti su došla dva konzula koja su se birala svake godine. Magistrate Republike je birao rimski narod, a svaki od njih je imao posebne, odnosno "velike ovlasti" (maior potestas). Najviše ovlasti su imali diktatori - više nego ijedan drugi magistrat, a ispod njih je bio cenzor, pa konzul, potom pretor, kurulski edil i, na najnižoj razini, kvestor. Svaki magisrat je uz pomoć opstrukcije ("veto") mogao zaustaviti svaki čin ili odluku magistrata koji je imao isti ili niži rang od njegovog. Iste su ovlasti imali i plebejski tribuni i plebejski edili, iako nisu bili magistrati u najužem smislu riječi s obzirom na to da su ih birali jedino plebejci, te su kao takvi bili nezavisni od svih drugih magistrata.
Kada je Republiku zamijenilo Carstvo, ravnoteža se ponovno pomjerila u korist izvršne vlasti utjelovljene u caru. Senat je, teoretski, mogao birati novog cara ali je odluke o tome obično donosila vojska. Ovlasti cara (njegov imperium) se sastojao od tzv. "tribunicijskih" i "prokonzularnih ovlasti". Tribunicijske ovlasti, koje su teoretski odgovarale plebejskim tribunima iz doba Republike, caru su dali vlast nad rimskim civilnim poslovima, a prokonzularne ovlasti, slične prokonzulu, su dale ovlasti nad vojskom. Te razlike su bile koliko-toliko jasne u prvim godinama i desetlječima Carstva, da bi se kasnije skroz izgubile. Tradicionalni magistrati koji su preživjeli slom Republike bili su konzul, pretor, plebejski tribun, edil, kvestor i vojni tribun. Marko Antonije je kao konzul godine 44. pr. Kr. ukinuo funkcije diktatora i zapovjednika konjice, a nedugo potom su ukinute funkcije interrexa i cenzora.

## Napomene
1. 1 2  Abbott, 8
2. ↑  Abbott, 15
3. 1 2  Abbott, 151
4. ↑  Abbott, 154
5. ↑  Abbott, 196
6. ↑  Abbott, 342
7. ↑  Abbott, 341
8. ↑  Abbott, 374

### Primarni izvori
- Cicero's De Re Publica, Book Two
- Rome at the End of the Punic Wars: An Analysis of the Roman Government; by Polybius  Arhivirana inačica izvorne stranice od 5. veljače 2007. (Wayback Machine)

### Sekundarni izvori
- Considerations on the Causes of the Greatness of the Romans and their Decline, by Montesquieu  Arhivirana inačica izvorne stranice od 6. kolovoza 2010. (Wayback Machine)
- The Roman Constitution to the Time of Cicero  Arhivirana inačica izvorne stranice od 29. kolovoza 2008. (Wayback Machine)
- What a Terrorist Incident in Ancient Rome Can Teach Us